# Go Ahead Punk, Make My Day
Go Ahead Punk, Make My Day è una compilation punk del 1996 edita da Nitro Records.
È stata descritta come:
(All Music Guide)

## Tracce
1. God's Kingdom - 3:45 (Guttermouth)
2. Marry Me - 4:31 (The Vandals)
3. He Who Laughs Last - 4:25 (AFI)
4. Tearing Down the World - 3:39 (Jughead's Revenge)
5. Hey Joe - 4:08 (cover - The Offspring)
6. Let the Bad Times Roll - 1:49 (The Vandals)
7. People's Pal - 4:11 (Jughead's Revenge)
8. Derek - 3:36 (Guttermouth)
9. Wake Up Call - 4:10 (AFI)
10. Beheaded - 4:06 (The Offspring)